# 坎特伯雷市
坎特伯雷市（英語：City of Canterbury，讀音：/kæntəbɹ̩i/ⓘ），英國英格蘭東南區域肯特郡的非都市區（二級行政區─區級），擁有城市地位，有148,000人口，佔地308.84平方公里，行政總部位於坎特伯雷。
1974年5月28日頒佈的《英皇制誥》確認坎特伯雷市的英國城市地位。是英國66座城市之一，英格蘭50座城市之一，肯特郡唯一一座城市。

## 外部連結
- （英文）坎特伯雷市議會（页面存档备份，存于）

51°16′48″N 1°4′48″E / 51.28000°N 1.08000°E